# Nils Liljequist
Nils August Liljequist, född 28 augusti 1851 i Lunds stadsförsamling, död 27 juni 1936 i Gustaf Vasa församling i Stockholm, var en svensk präst och utövare av alternativmedicinsk verksamhet, speciellt irisdiagnostik och elektrohomeopati.

## Biografi
Liljequist blev filosofie kandidat 1874, teologie kandidat 1884 och prästvigdes 1890. Han tjänstgjorde i Härnösands stift, men var tjänstledig från 1903 på grund av sjukdom och blev 1913 beviljad avsked.
Han nämns som en av grundarna av den alternativmedicinska disciplinen irisdiagnostik, som han själv kallade ögondiagnostik. Han var även verksam som homeopat, där han tillämpade den så kallade elektrohomeopatin. Han gav ut ett antal böcker om dessa olika behandlingsmetoder, och skrev 1905 ett öppet brev till regering och riksdag "beträffande apoteksmedicinens skadlighet". Hans böcker om irisdiagnostik var försedda med "färglagda bilder" och hans anvisningar om hur olika utseenden hos ögats iris kunde uttolkas fascinerade många som därvid fick "härliga högtidsstunder för dem som någon gång fått tillfälle att se hans unika tidskrift för ögondiagnos och elektrohomeopati".
1908–1913 gav han ut "Tidskrift för ögondiagnos och elektrohomeopati" där han 1910 utkom med ett "Riksdagsnummer" där han bland annat stödde riksdagsman E. O. V. Wavrinskys motion om "åtgärder för vaccinationstvångets afskaffande". Han framlade där några grundlinjer till stadgar för en svensk homeopatorden, "i hvars bildande han ser enda räddningen från apoteknarnas och läkarnas onda anslag mot svenska folkets urgamla frihet att använda de läkemedel folket fattat förtroende till", där dessa läkemedel enligt Liljequist ha "högst märkliga egenskaper då de återge ej blott den sjuke hälsan, utan uppfostrar honom äfven till gudsfruktan, redlighet och hederlighet i affärer ... förträffliga egenskaper som andra, af apotekare och läkare förtryckta människor, aldrig kunna förvärfva".
Liljequists djupa misstro mot "apotekare och läkare" och övertygelse om de naturliga homeopatiska läkemedlens förträfflighet uttrycktes bland annat i hans "Homeopatiens trosbekännelse" som publicerades i tidskriften Hälsovindar 1913. Han argumenterar där för att de allopatiska läkemedlen inte i tillräcklig grad tar hänsyn till att människan är skapad av Gud "från stoft" - det vill säga av enbart naturliga substanser. De farligaste onaturliga substanserna är då de allopatiska läkemedlen som inte bara är onaturliga och skadliga, utan också icke nödvändiga då Gud, då han skapade människan, gav henne möjligheten att själv få läkedom på naturlig väg. I enlighet med detta var Liljequist bland annat kritisk till de halter arsenik som vid denna tid tilläts i till exempel tapetfärger, och menade att åtskilliga hälsoproblem berodde på exponering av arsenik, vilket han ansåg sig kunna diagnosticera med irisdiagnostik.
Liljequist är begravd på Norra begravningsplatsen utanför Stockholm.